# George Maciunas
George Maciunas (lituano: Jurgis Mačiūnas; 8 de noviembre de 1931, Kaunas, Kaunas, Lituania - 9 de mayo de 1978, Boston, Massachusetts, Estados Unidos) fue un artista, empresario y galerista estadounidense de origen lituano. Fue miembro fundador de Fluxus, una comunidad internacional de artistas, arquitectos, compositores y diseñadores. Otros destacados miembros reunidos por este movimiento fueron La Monte Young, Yoko Ono, Joseph Beuys, George Brecht, Nam June Paik, Charlotte Moorman, Wolf Vostell y Dick Higgins.

## Literatura
- Mr. Fluxus: A Collective Portrait of George Maciunas 1931-1978. Emmett Williams, Ann Noel, Ay-O, Thames & Hudson, 1998, ISBN 0-500-97461-6.
- Der Traum von Fluxus. George Maciunas: Eine Künstlerbiographie. Thomas Kellein, Walther König, 2007. ISBN 978-3-8656-0228-2.
- Petra Stegmann. The lunatics are on the loose… European Fluxus Festivals 1962–1977. Down with art! Potsdam, 2012, ISBN 978-3-9815579-0-9.

## Películas sobre George Maciunas
George, Jeffrey Perkins, USA, 2018 